# Forretningsudvikling
Forretningsudvikling henviser generelt til de af organisationens opgaver og processer, der omhandler planlægning og støtte af implementering af virksomhedens portefølje af vækstmuligheder. Disse opgaver og processer er relateret til men grundlæggende forskellige fra traditionelle tilgange til f.eks. strategisk ledelse og organisation, salg og marketing, samt iværksætteri/entrepreneurship.

## Baggrund og status
I dag er virksomheders anvendelse af termen forretningsudvikling og forretningsudvikler samt deres ofte anvendte nydanske begreber "business development" og "business developer" omgærdet af nogen forvirring. Et hurtigt kig på virksomheders faktiske brug af business development, jobannoncer og Internettet afdækker IT-programmører, specialiserede ingeniører, avancerede marketing-eller salgsfolk etc. Andre eksempler er at den tyske forlagsindustri og store internationale softwarevirksomheder giver titlen "Business Developer" til nyansatte personer, de ikke har en egentlig jobtitel til. Dette kan være medvirkende til at Business Development er problematisk for virksomhedens daglige ledelse at arbejde systematisk og effektivt sammen med.

## Forretningsudvikling
I det begrænsede videnskabelige arbejde, der findes om emnet, er forretningsudvikling bragt i anvendelse som eller sat i forbindelse med diskrete projekter, specifikke former for vækst, og organisatoriske enheder, aktiviteter og praksisser. Sørensen integrerer disse forskellige perspektiver med indsigter fra CMDs, seniorforretningsudvikleren og venturekapitalister fra succesfulde high-tech virksomheder fra Europa, Nordamerika og Indien, til et enkelt ledelsesmæssigt begreb. I dette perspektiv, refererer forretningsudvikling til "opgaver og processer vedrørende analytisk forberedelse af potentielle vækstmuligheder, støtte og overvågning af gennemførelsen af vækstmuligheder, men omfatter ikke beslutninger om strategi og implementering af vækstmuligheder" (Sørensen, 2012, s. 26).
Disse opgaver og processer udføres af forretningsudvikleren, der i førende internationale virksomheder typisk er organiseret i en stabsfunktion. For den mindre virksomhed eller iværksætteren er forretningsudvikling ofte varetaget af direktionsassistenten, marketingchefen eller direktøren selv afhængigt af de tilgængelige ressourcer. 

### Forretningsudvikleren
Forretningsudviklere udfører forretningsudviklingsopgaver og -processer. Som sådan beskæftiger forretningsudvikleren sig med den analytiske udarbejdelse af potentielle vækstmuligheder for den daglige ledelse eller bestyrelse, samt den efterfølgende support og overvågning af den implementering. Både i udviklingsfasen og implementeringsfasen samarbejder og integrerer forretningsudvikleren viden og feedback fra organisationens specialiserede funktioner, for eksempel til F & U, produktion, markedsføring og salg – for at sikre, at organisationen er i stand til at gennemføre vækstmuligheden med succes. 
Forretningsudviklerens primære værktøjer er forretningsmodellen, der overordnet er svaret på "hvordan tjener vi penge" og dennes analytiske backup og køreplan for gennemførelsen, forretningsplanen.
Et vigtigt element for et medlem under forretningsudvikling er, at medlemmet 100% underkaster sig koncernchefens lune, behov og synspunkter, uagtet relevans.[kilde mangler]